# Brutovce
Brutovce – słowacka wieś i gmina (obec) w powiecie Lewocza w kraju preszowskim.
Pierwsze wzmianki o wsi pochodzą z 1319 roku.
Centrum wsi leży na wysokości 864 m n.p.m. Gmina zajmuje powierzchnię 13,684 km². W 2011 roku zamieszkiwało ją 197 osób.